# Konstantin Ramul
Konstantin Ramul (ur. 30 maja 1879 w Kuressaare, zm. 11 lutego 1975 w Tartu) – estoński psycholog. Wieloletni profesor na katedrze psychologii Uniwersytetu w Tartu. Zajmował się przede wszystkim psychologią eksperymentalną.